# Giovanni della Robbia
Giovanni della Robbia (Florencia, 1469 - 1529) fue un escultor y ceramista italiano del alto renacimiento perteneciente a la famosa familia de artistas Della Robbia,  hijo de Andrea della Robbia y este sobrino de Luca della Robbia, especialistas de la terracota vidriada policromada, en su taller familiar transmitieron de una generación a otra. 

## Biografía
Giovanni della Robbia acentuó el carácter policromo de este tipo de trabajo, agregando nuevos colores a la tradicional bicromía de azul y blanco de sus predecesores. Como su padre, produjo muchas obras en toda la Toscana, desde tondos, medallones, medallas, sagrarios y paneles.
Sus obras, sin embargo, carecen del poder expresivo y de estilo personal, aun así son de alto nivel.

## Obra

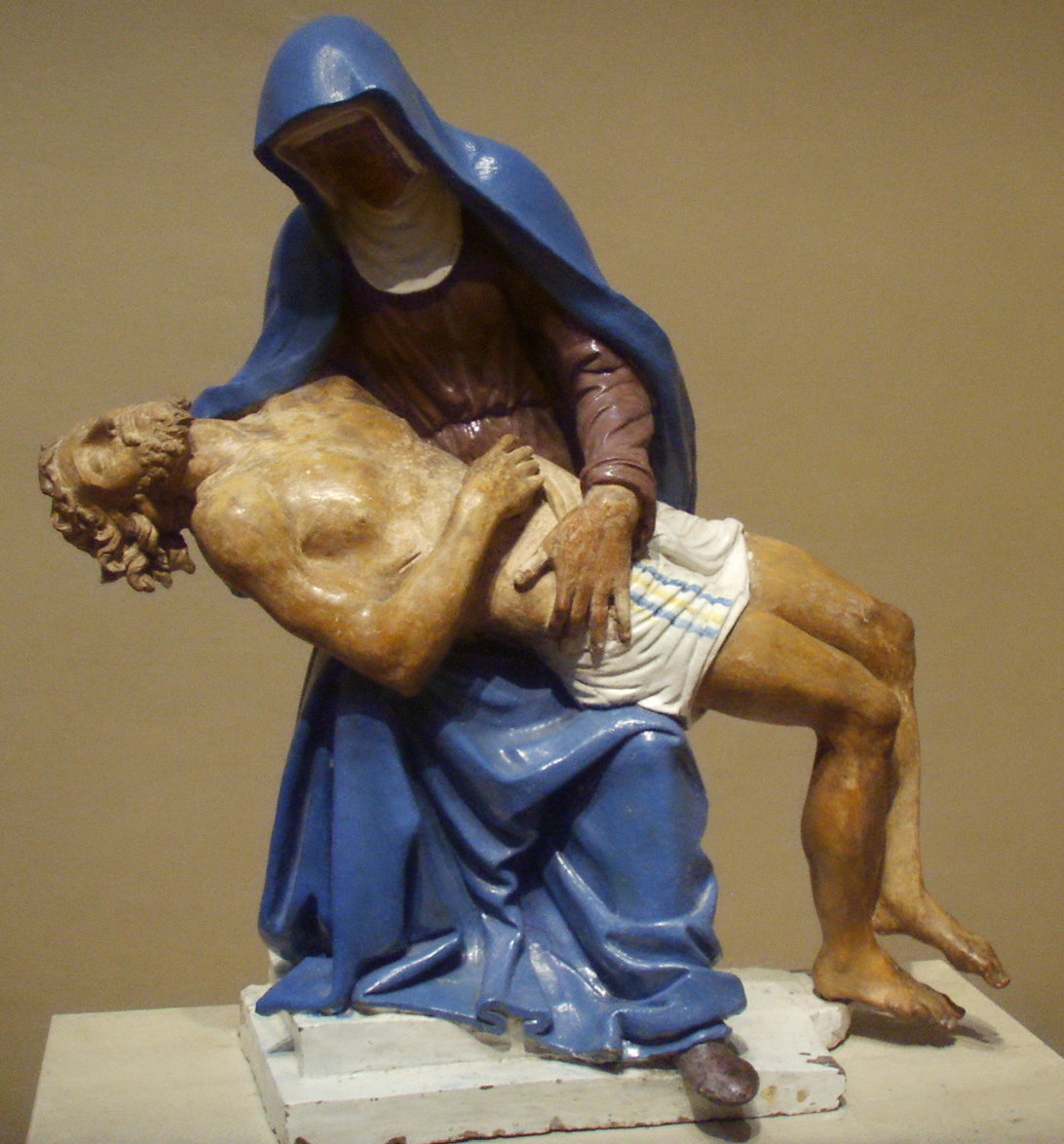
Piedad, Galería Nacional de Arte (Washington).

- Altar de la Virgen de los Milagros, San Menardo, Arcevia (con Andrea della Robbia)
- Estatua de María Magdalena, San Medardo, Arcevia
- Girlanda de flores y frutas, Arcevia
- Fuente bautismal de la parroquia de San Donato en Poggio en la ciudad de Tavarnelle Val di Pesa.

### En el Museo del Bargello en Florencia
- La Virgen con el Niño y San Juan Bautista
- San Agustín
- La Virgen adorando al Niño, con San Juan Bautista
- Las Marías en el Sepulcro
- Baco

### En los museos del mundo
- San Sebastián y varios ángeles porta-candelabro, Museo del Louvre, París
- Consola de tabernáculo, Detroit Institute of Arts, Míchigan
- Natividad,  Museo del Hermitage, San Petersburgo
- Bustos y estatuillas, Museo de Bellas Artes (Boston)
- Piedad, Galería Nacional de Arte (Washington)
- Cristo y la Samaritana en el pozo, Figura de Dovizia, Museo de Arte de Cleveland, Ohio